# Bollin
Bollin – dopływ Mersey płynącej w północno-zachodniej Anglii. Ma 49 km długości.

## Bieg rzeki
Źródło znajduje się w Toot Hill, na Hamlet of Forest Chapel, na skraju lasu Macclesfield Forest, na zachodnim krańcu Peak District, i jest widoczne z drogi prowadzącej z Buxton do Macclesfield. Rzeka płynie następnie 10 mil przez Macclesfield i Wilmslow. W połowie jej długości, w pobliżu więzienia Styal Prison we wsi Styal, uchodzi do niej rzeka Dean. Dorzecze obu rzek ma łącznie 273 km². Bollin przepływa przez Styal Country Park we wsi Styal, za którym znajduje się naturalny jaz, po czym napędza muzealną fabrykę płótna bawełnianego, Quarry Bank Mill. Na przestrzeni kolejnych 10 mil stanowi południowo-zachodnią granicę między hrabstwami Wielki Manchester i Cheshire. Rzeka płynie w 200-metrowej długości i 27-metrowej wysokości przepuście pod południową drogą startową lotniska w Manchesterze. Na północ od Lymm wpływa do Kanału Manchesterskiego, z którego następnie wypływa rzeka Mersey.
Rzeka ma kamieniste dno, przez co często zmienia swój bieg, przenosząc i wyrzucając piasek. Z powodu erozji musiano zamknąć dwie ścieżki turystyczne wzdłuż rzeki (okolice Warburton i mostu Mill Lane). W tunelu pod drogą startową lotniska w Manchesterze zbudowano stopnie, aby dotlenić wodę i pomóc żyjącym w niej rybom.
Mieszkańcy Macclesfield wylewali ścieki do rzeki Bollin do ok. 1850.

## The Bollin Valley
Wokół rzeki Bollin znajduje się dolina The Bollin Valley z licznymi szlakami turystycznymi i miejscami do łowienia ryb. W Macclesfield Riverside Park zaczyna się 40-kilometrowy szlak wzdłuż rzeki, prowadzący przez pola, lasy, miasta i wsie, wokół lotniska w Manchesterze aż do Partington. Ponadto miejsca przeznaczone dla turystów to: w Macclesfield – Riverside Park, w Wilmslow – Wilmslow Park, następnie miejsce piknikowe w Rossmill, a na końcu, w Lymm, Trans Pennine Trail, będący częścią szlaku European Long Distance Footpath E8, prowadzącego z Irlandii aż do granicy polsko-ukraińskiej.

## Fauna
W rzece żyje kilka gatunków ryb: pstrąg, kleń, okoń, łosoś.
W 1988 zarządzająca doliną spółka Bollin Valley Partnership nabyła dla doliny 11 krów długorogich (Longhorn Cattle) i 2 cielęta, które od tej pory są ozdobą doliny. Krowy można zobaczyć w okolicach Macclesfield, Wilmslow oraz lotniska w Manchesterze. Co roku są też pokazywane na festynie rolniczym Cheshire Agricultural Show.